# 羊希
羊 希（よう き、? - 468年）は、南朝宋の官僚。字は泰聞。本貫は泰山郡南城県。

## 経歴
羊玄保の兄の子にあたる。若くして才気があった。大明初年、尚書左丞となった。西陽王劉子尚が山湖の禁制のゆるんでいることを孝武帝に報告すると、羊希は壬辰の禁が有名無実になったので、新たに身分ごとに山沢の私有制限を設けるよう提案し、孝武帝に容れられた。
右衛将軍の劉瑀は、右衛府司馬の何季穆との間が険悪であった。何季穆は建平王劉宏と親しかったため、たびたび劉瑀に対する不満を劉宏に漏らした。劉瑀が益州刺史に任じられると、士人の妻を奪って妾としたとして、劉宏は羊希に劉瑀を弾劾させた。劉瑀は免官され、羊希のことを恨んだ。門生の謝元伯が劉瑀と羊希の間を往来し、この弾劾が羊希の発意ではなく劉宏の意によるものであることが劉瑀に伝えられた。劉瑀はその日のうちに劉宏のもとを訪れ、贈り物を携えて陳謝し、羊希から聞いたことも伝えられた。羊希は秘密を漏らしたかどで免官された。
大明末年、始安王劉子真の下で征虜司馬となった。また黄門郎や御史中丞をつとめた。泰始3年（467年）、寧朔将軍・広州刺史として出向した。娘の夫にあたる蕭恵徽を長史・南海郡太守として派遣するよう求めたが、明帝は許さなかった。蕭恵徽を東莞郡太守として派遣するよう求めると、これは許された。羊希が広州に到着すると、長史・南海郡太守の陸法真が退官したため、羊希はまたも蕭恵徽を長史に任命するよう求めた。明帝の怒りを買って羊希は横野将軍に降格された。明帝は李万周を歩兵校尉とし、寧朔将軍の号を加え、広州の事務を代行させた。しかし李万周・劉嗣祖に反乱の計画があることが発覚して、羊希はかれらを処刑した。
泰始4年（468年）、羊希は劉思道に晋康郡太守を代行させて、少数民族の俚を討たせた。劉思道は羊希の指示に反して敗北したため、羊希は劉思道を捕らえさせようとした。劉思道は縛につかず、部下を率いて広州に攻め込んだ。羊希は平越長史の鄒琰を派遣して朝亭ではばませたが、敗れて殺された。劉思道は州城に進攻し、司馬の鄒嗣之が西門で抗戦したが、また敗死した。羊希は城から逃げようとしたが、劉思道に捕らえられて殺された。府参軍の鄒曼も敗れ、東莞郡太守の蕭恵徽も敗死した。龍驤将軍の陳伯紹が劉思道を討って乱を鎮圧した。羊希には輔国将軍の号を追贈された。
子の羊崇は、字を伯遠といい、尚書主客郎となったが、羊希の死後まもなく死去した。

## 伝記資料
- 『宋書』巻54 列伝第14
- 『南史』巻36 列伝第26